# 二维国内外
《二维国内外》（Flatterland）是一本由英国数学家、科学普及者艾恩·史都华所著的关于非欧几何的小说，于2001年出版，是《平面国》(Flatland: A Romance of Many Dimensions）的续篇。

## 情节简介
《平面国》中主人公的故事发生100年后，平面国社会发生了一些大变化，可一些传统也得到保留，比如平面国男子对多边形边数的渴求。《二维国内外》女主人公、《平面国》中的主人公A·方方的后代维多利亚（维琪）·直线生活在一个家中男子均为四边形的家庭里。一天在为出去选衣服时，偶然发现了祖先A·方方所著的《平面国》，阅读了书中对平面国及三维空间的描写。她并不能理解书中所讲的“三维空间”究竟是什么。但她对此书充满了好奇。在对父母提出这件事时，父母大惊，说出关于这本书不为人知的家族秘密，并不顾维琪的不满要求维琪烧掉这本书。可是维琪却趁父母不备将其偷偷地扫描进自己的电脑，在书的指示下，维琪在自己的房间里迎来了指引者。并不是自己所想的《平面国》中的球，而是一个形状怪异自称“路路蹦”的家伙。在路路蹦的帮助下，维琪离开了平面国，和路路蹦一起开始了对“数宇”的探索旅程…… 

## 与现实世界的联系
在书中作者的前言里，作者说明了故事中许多人物名字取自于现实中的事物，主人公维琪和她的母亲裘碧丽的名字取自伦敦的地铁线路，维琪的父亲和弟弟的名字取自伦敦的广场。 